# Irene Montalà
Irene Montalà, née le 18 juin 1976 dans le quartier de Nou Barris à Barcelone, est une actrice espagnole.
Elle a participé aux films français de Cédric Klapisch, L'Auberge espagnole et Les Poupées russes.

## Filmographie
En 2011, elle joue dans la série El Barco qui est diffusée en France sur la plate-forme Walooka . Elle interprète le docteur Julia Wilson

### Cinéma
- Fausto 5.0 (2001)
- L'Auberge espagnole, Neus, (2002), de Cédric Klapisch
- Amic/Amat (1998), de Ventura Pons
- Lo mejor que le puede pasar a un cruasán (2003), Carmela, de Paco Mir.
- Nubes de verano, Marta, de Felipe Vega (2004).
- Rottweiler (2004)
- Les Poupées russes, Neus, (2005), de Cédric Klapisch
- Tu vida en 65' (2006), de Maria Ripoll
- Andalucia (2008)
- Insensibles (Painless) (2012)
- Asmodexia, Ona,  (2014)
- J'ai failli te dire je t'aime (es), Elena, (2014)

### Télévision
- Poblenou (1994)
- Rosa (1996)
- Le Grand Batre (1997)
- Mirall trencat, Sofia (2001)
- Tempus Fugit, Mònica, (2003), d'Enric Folch
- Mar de fons (2006-2007)
- Cuéntame cómo pasó (2004-2005)
- RIS Científica (2007)
- El Internado (2009-2010)
- El Barco [1] (2011-2013)